# 外道軍團

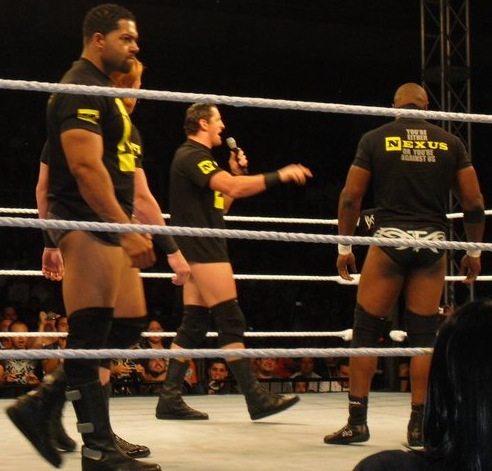
外道軍團

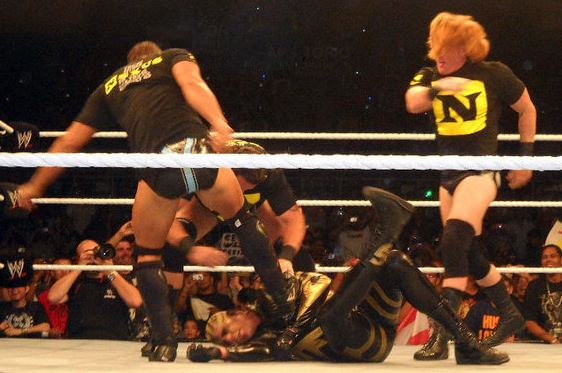
外道軍團

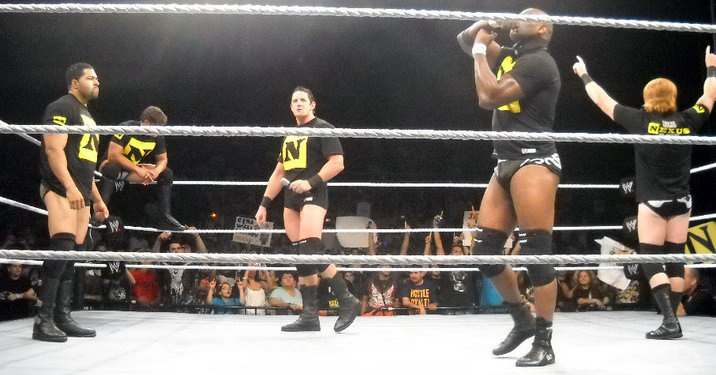
外道軍團

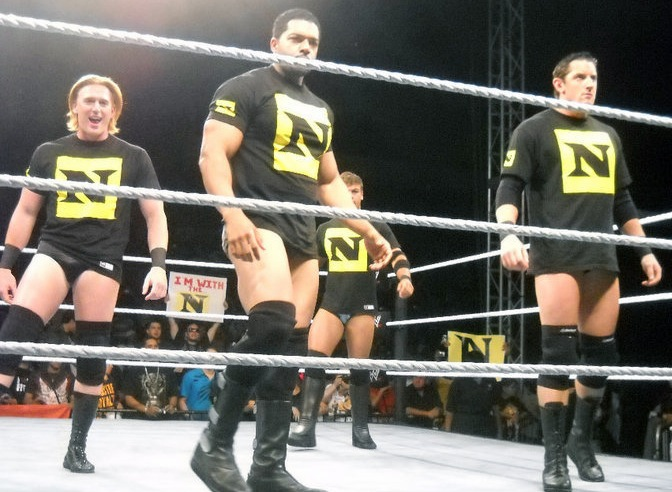
外道軍團

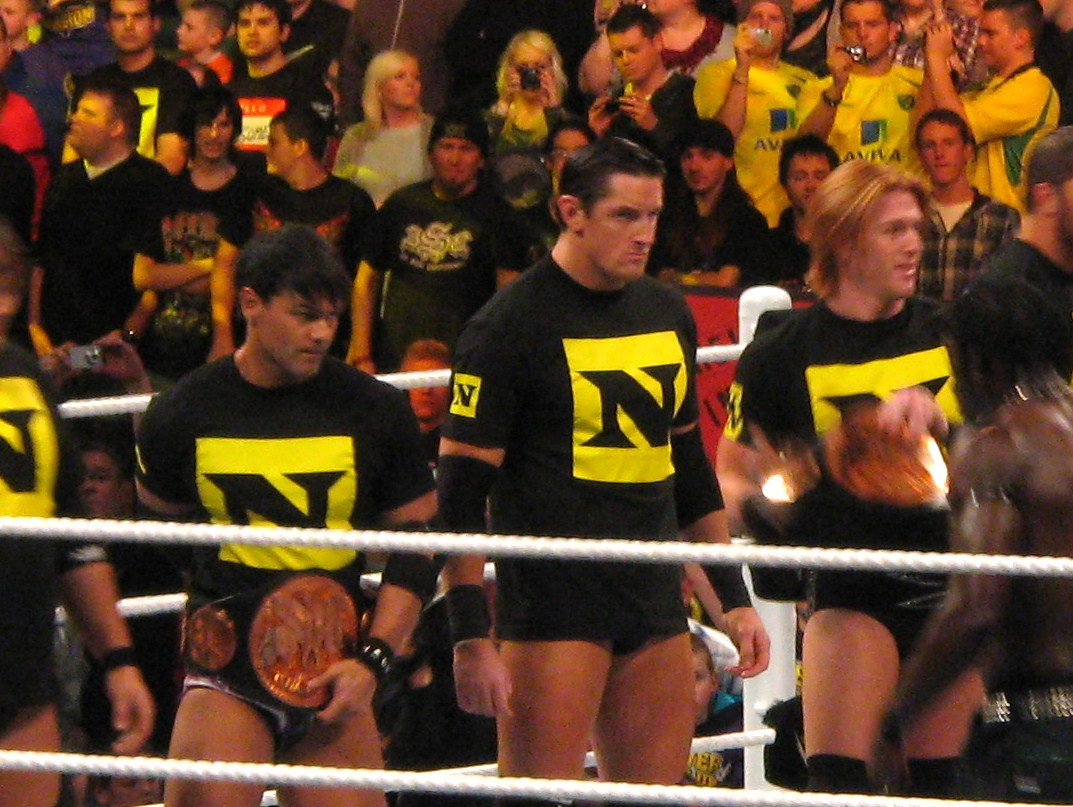
外道軍團

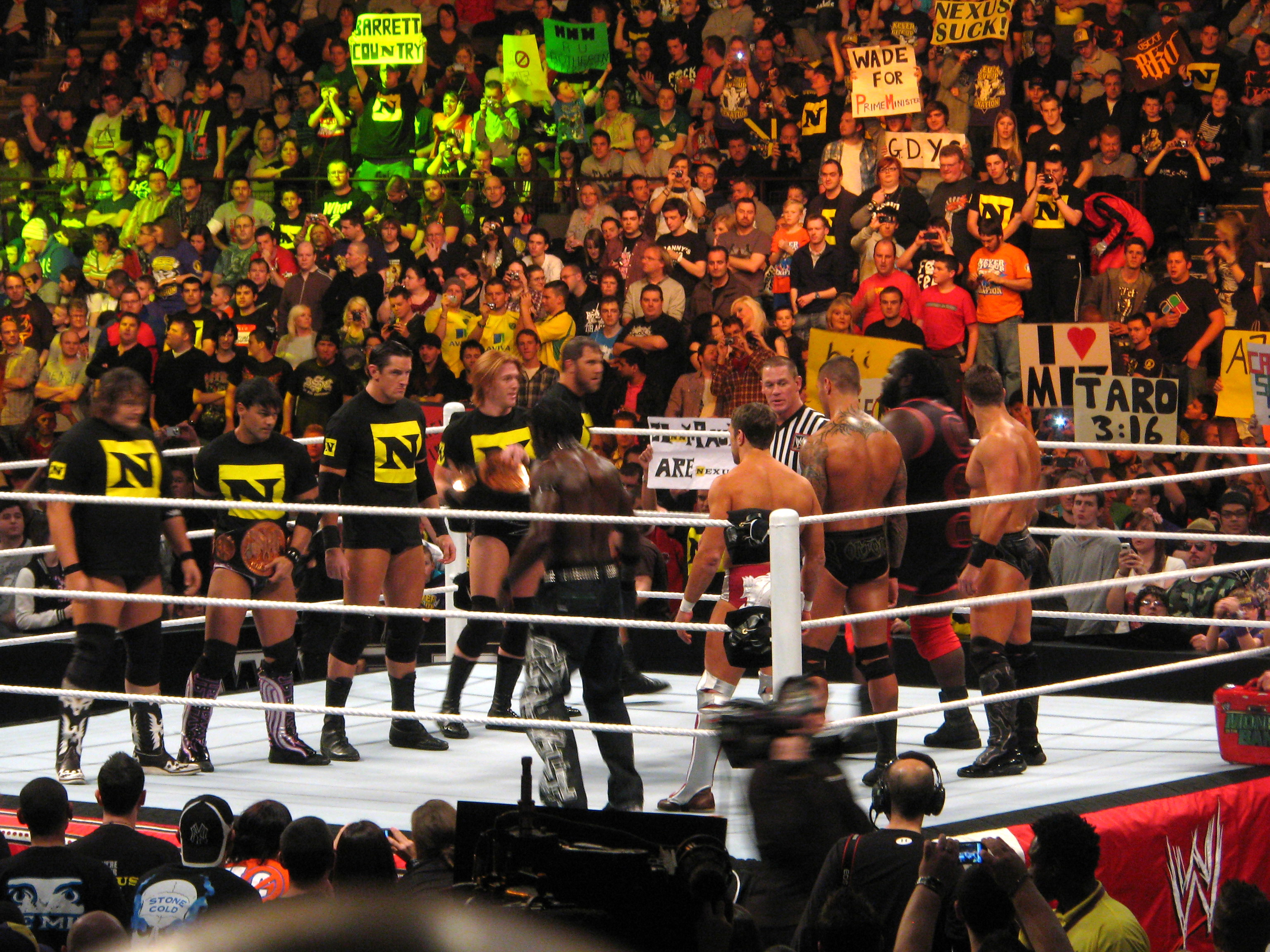
外道軍團（左側）

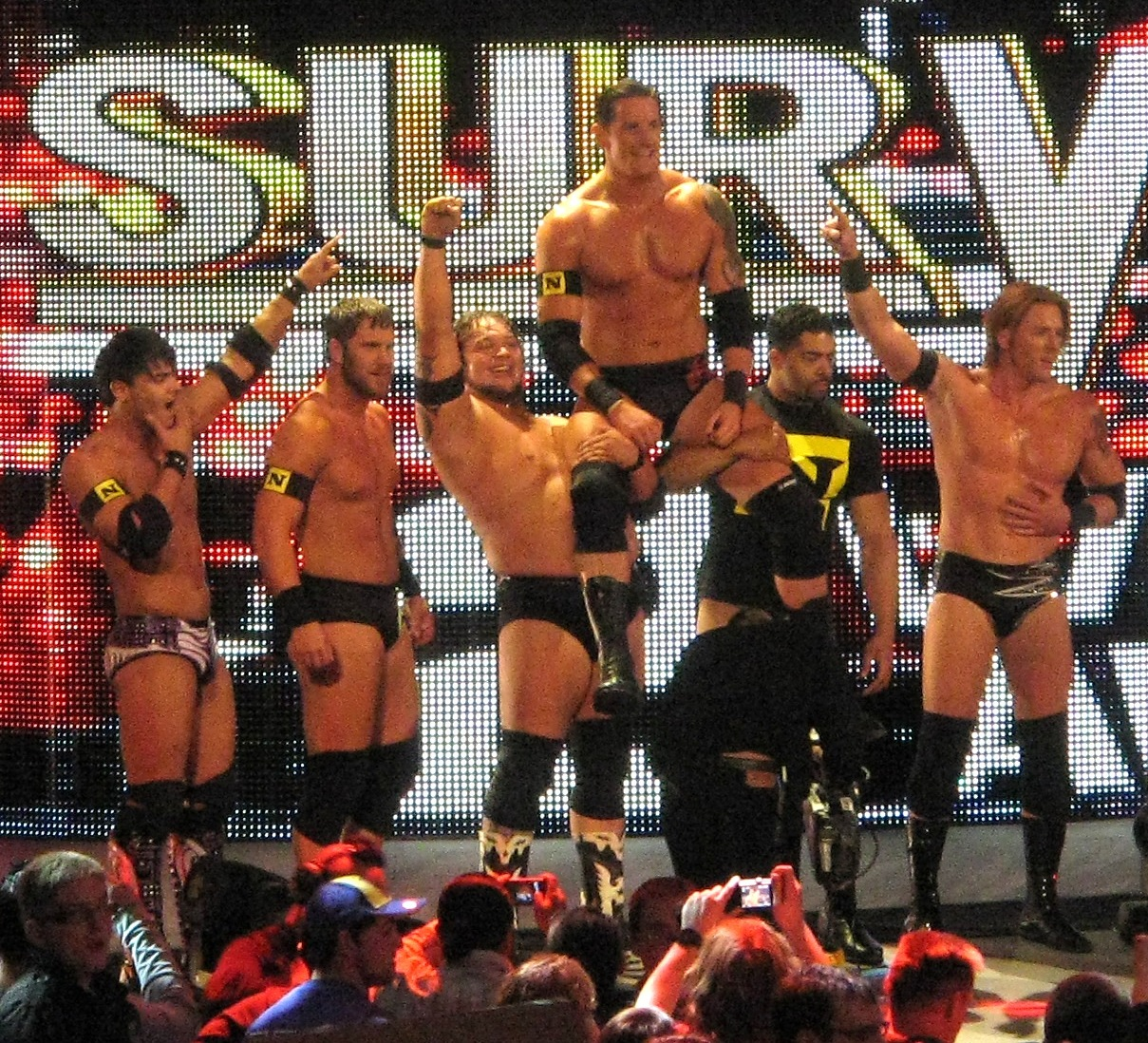
外道軍團

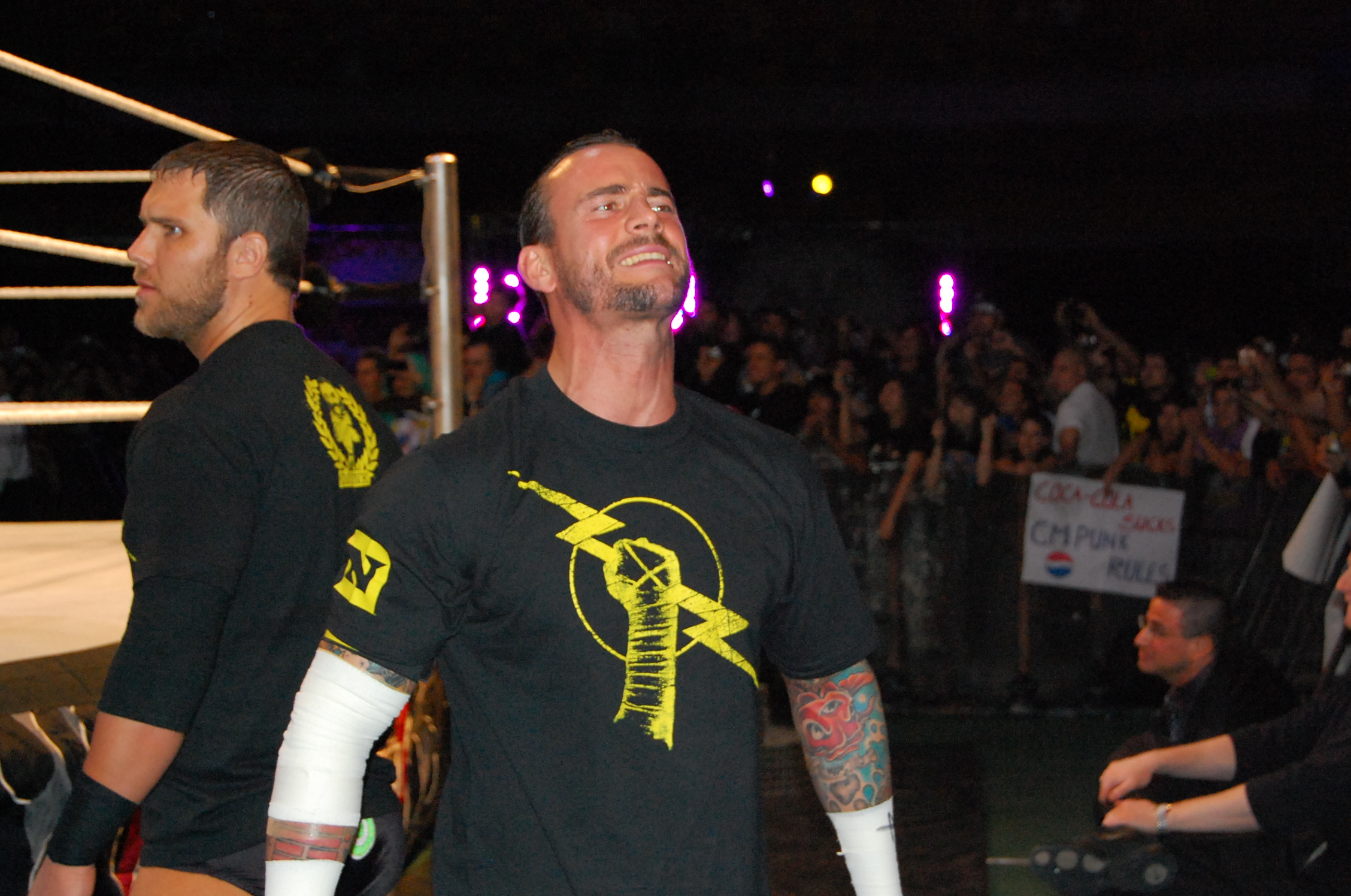
穿著外道軍團制服的CM Punk和柯爾提斯·艾克賽爾

外道軍團（英語：Nexus），是一個職業摔角團隊，目前效力於世界娛樂摔角旗下，成立於2010年，雖然沒有正式解散，不過每個成員皆已經各自活動，不再以團體身分出場。
在外道軍團的摔角事業中，外道軍團曾拿下過一次的WWE冠軍（CM Punk一次）、三次的世界雙打冠軍（大衛·奧騰加和約翰·希納一次、賀瑟·史萊特和賈斯汀·蓋伯瑞爾一次、大衛·奧騰加和柯爾提斯·艾克賽爾一次）及WWE NXT第一季冠軍（韋德·貝瑞特）。

## 成立
2010年2月開始，世界摔角娛樂在原本的硬蕊摔角節目WWE ECW結束後，打造了新的選秀實鏡節目WWE NXT，並打算以這個節目來做為訓練新人的陣營。世界摔角娛樂將此WWE NXT分為好幾季來規劃，並由每季的優勝者可獲得由WWE Raw或WWE SmackDown的合約，進軍世界摔角娛樂。此節目第一季的選手包含韋德·貝瑞特、大衛·奧騰加、賈斯汀·蓋伯瑞爾、賀瑟·史萊特、戴倫·楊、萊鋇克、丹尼爾·布萊恩、還有麥可·塔佛等。第一季並由韋德·貝瑞特從中獲勝，拿到了WWE Raw提供的合約與冠軍戰資格，而其他人就得遭到淘汰而滾蛋。

## WWE Raw亮相
第一季的WWE NXT節目結束後，於6月7日的WWE Raw上，韋德·貝瑞特先出現在節目上，其餘七位團隊成員也陸續來到場上攻擊了正在比賽的CM Punk、約翰·希納及場邊工作人員等，並對場地進行大肆破壞，也因丹尼爾·布萊恩的不當攻擊動作，在事後遭到公司因有違電視分級規定TV-PG級遭開除，但事隔不久於夏日衝擊2010被簽回。
在初次亮相後，韋德·貝瑞特表示WWE對他們的待遇不佳，希望除了他以外其他軍團成員，也能得到公司的合約，但此事遭到當時WWE Raw的總經理布雷特·哈特拒絕，甚至將唯一有合約的韋德·貝瑞特也開除。此事令外道軍團十分不滿，並在當晚就將布雷特·哈特關在長禮車中四處衝撞導致其受傷，並在該年的Fatal 4 Way干擾了冠軍戰，讓席莫斯因此獲得了WWE冠軍。

## 與約翰·希納結怨
外道軍團雖然持續地在節目上搗亂、攻擊，甚至破壞節目秩序。但可從中發現他們鎖定的攻擊目標大多為約翰·希納，並多次阻撓約翰·希納挑戰WWE冠軍的機會，在7月5日的WWE Raw節目上，甚至出現了一對六的（約翰·希納對上外道軍團）的讓步賽，雖後約翰·希納也輸了該場比賽。而隨後的公事包大戰大賽上約翰·希納也試圖從席莫斯手上拿下WWE冠軍，但最後也在外道軍團的干擾下失敗。
在攻擊行動持續下，約翰·希納要求在夏日衝擊上與外道軍團對決，並產生了一場七對七的淘汰賽，最後由約翰·希納帶領的世界摔角娛樂團隊（Edge、約翰·莫里森、R-Truth、丹尼爾·布萊恩、克里斯·傑利可、布雷特·哈特）擊敗了外道軍團。但是約翰·希納與外道軍團的恩怨並未因此完結，因此在地獄鐵籠大賽上，外道軍團領導者韋德·貝瑞特甚至與約翰·希納比了一場含有賭注的比賽（只要韋德·貝瑞特獲勝，希納必須加入外道軍團，如果希納獲勝外道軍團就必須解散），最後在外道軍團的成員干擾下，韋德·貝瑞特擊敗了約翰·希納迫使其加入外道軍團，雖然干擾比賽的布雷·外耶特和柯爾提斯·艾克賽爾不被韋德·貝瑞特承認是外道軍團的成員，但約翰·希納已經戰敗，依規定他必須加入成為外道軍團的一員。
希納加入外道軍團後十分不滿，並揚言將攪亂團隊，但卻遭當時WWE Raw的匿名總經理威脅必須遵守規定，並聽從隊長韋德·貝瑞特的指令。在Bragging Rights大賽上，希納與大衛·奧騰加組隊擊敗了寇帝·羅茲與祖魯·麥金泰爾拿下WWE雙打冠軍，並奪得了外道軍團第一次冠軍頭銜，且在當晚，希納也擔任WWE冠軍戰的特別裁判，此場比賽是由冠軍蘭迪·歐頓對上韋德·貝瑞特，礙於賽前條約，只要韋德·貝瑞特打輸，希納必須遭到開除，因此希納在賽中對韋德·貝瑞特使出了攻擊，讓韋德·貝瑞特獲勝並保住了工作，韋德·貝瑞特也因是失格獲勝的緣故，無法獲得WWE冠軍。

## 大衛·奧騰加質疑團隊
在強者生存上，韋德·貝瑞特再次與蘭迪·歐頓對壘進行冠軍戰，依舊是由希納擔任裁判。由於希納違反賽前規定讓韋德·貝瑞特輸掉比賽，他因此遭到開除。由於希納即將遭到公司開除，加上他讓韋德·貝瑞特輸掉冠軍戰，導致韋德·貝瑞特心生不滿。就在大賽結束的隔天，當時與希納組隊為雙打冠軍的大衛·奧騰加，被韋德·貝瑞特命令輸掉雙打冠軍，並將雙打冠軍拱手讓給了軍團另兩位成員（賀瑟·史萊特與賈斯汀·蓋伯瑞爾）。由於大衛·奧騰加不滿韋德·貝瑞特讓他輸掉冠軍，並開始質疑起韋德·貝瑞特的領到，並在該周的WWE SmackDown上率領賈斯汀·蓋伯瑞爾、賀瑟·史萊特、布雷·外耶特等人干擾比賽，雖然事後大衛·奧騰加遭到韋德·貝瑞特處罰，但也因此讓兩人產生嫌隙。

## 韋德·貝瑞特連續挑戰冠軍失敗 遭到放逐
而約翰·希納雖然遭到世界娛樂摔角開除掉，但他還是很快地被公司簽回並比賽，還陸續對外道軍團反擊。希納隨後不斷干擾著外道軍團的比賽，甚至導致賀瑟·史萊特與賈斯汀·蓋伯瑞爾輸掉他們的雙打冠軍，因此與外道軍團的恩怨越演越烈，因此在年底的TLC大賽上，外道軍團團長韋德·貝瑞特再次與約翰·希納進行了一場鐵椅賽，最後韋德·貝瑞特慘遭約翰·希納以態度矯正砸在椅子上，甚至希納也將場邊的鐵椅通通砸到了韋德·貝瑞特身上，也宣告了希納的勝利。
在經過了數個月的時程後，外道軍團的成員不斷變化，加上韋德·貝瑞特與其帶領的外道軍團屢屢戰敗，導致外道軍團產生偏離、發生兵變，最後在WWE Raw上的鐵籠賽上，韋德·貝瑞特再次敗給了席莫斯和蘭迪·歐頓，最終遭到放逐出去，而新團員也迎來了新團長，那就是養傷好段時間的CM Punk，外道軍團也因此更名成了新外道軍團（英語：New Nexus）。

## 新外道軍團的逐漸消失
此時新外道軍團的成員，多半是經歷輪替的新成員，初代的The Nexus只剩下大衛·奧騰加，幾個不願意服從韋德·貝瑞特的成員，而韋德·貝瑞特更與像是伊斯基爾·傑克森、賀瑟·史萊特與賈斯汀·蓋伯瑞爾在WWE SmackDown組成新的小團隊The Corre。
新外道軍團也在剛變革初期，就全體參加了該年的皇家大戰，但除了布雷·外耶特是被巨人哈利所淘汰，其餘人馬包含CM Punk通通被約翰·希納所淘汰，這也慢慢地將原本外道軍團的恩怨轉到了CM Punk與約翰·希納和蘭迪·歐頓身上。最後是因蘭迪·歐頓轉到了WWE SmackDown，才讓CM Punk與約翰·希納逐漸浮現出來。
雖然CM Punk當了外道軍團的領導者，但他並沒有太多與新外道軍團的團體活動，反倒是因CM Punk的合約到期問題，加上他與希納的冠軍激烈爭奪，使的他旗下的新外道軍團逐漸退色，令人醒目的是5月的時候，大衛·奧騰加與柯爾提斯·艾克賽爾從Big Show與Kane手中拿下WWE雙打冠軍，最後團員逐漸分散活動，並沒有確切的解散日期，在8月22日，新外道軍團輸掉了他們的雙打冠軍，也因此被外界認為是外道軍團的解散。

## 成員
| 成員              | 加入日期       | 退出日期       | 備註 |
| ----------------- | -------------- | -------------- | --- |
| 韋德·貝瑞特       | 2010年6月7日   | 2011年1月3日   | Nexus時期隊長，後被CM Punk推翻，並於WWE Smackdown成立The Corre                                                                                               |
| 丹尼爾·布萊恩     | 2010年6月7日   | 2010年6月11日  | 因為不當攻擊動作，在事後遭到公司因有違電視分級規定TV-PG級遭世界娛樂摔角開除，但事隔不久於夏日衝擊2010被簽回                                                  |
| 戴倫·楊           | 2010年6月7日   | 2010年8月16日  | 於外道軍團輸掉對上約翰·希納的賽事後退出 |
| 萊鋇克            | 2010年6月7日   | 2010年8月18日  | 於合理的方式傷害自己的腳踝並悄悄地退出，於2012年重新回歸世界娛樂摔角                                                                                         |
| 麥可·塔佛         | 2010年6月7日   | 2010年10月4日  | 由於受傷不穩定而退出，並於2011年6月因合約到期而遭釋出 |
| 賈斯汀·蓋伯瑞爾   | 2010年6月7日   | 2011年1月10日  | 退出外道軍團並於WWE Smackdown加入The Corre |
| 賀瑟·史萊特       | 2010年6月7日   | 2011年1月10日  | 退出外道軍團並於WWE Smackdown加入The Corre |
| 大衛·奧騰加       | 2010年6月7日   | 2011年8月22日  | 唯一一位從外道軍團成立到解散都存在的成員 |
| 約翰·希納         | 2010年10月3日  | 2010年11月21日 | 在地獄鐵籠2010輸了對上韋德·貝瑞特的比賽後被強制加入外道軍團，而在強者生存2010退出外道軍團並被世界娛樂摔角解雇                                                |
| 布雷·外耶特       | 2010年10月25日 | 2011年1月31日  | 因為輕微損傷而悄悄地退出外道軍團，而劇情也跟隨著蘭迪·歐頓被刪除                                                                                              |
| 柯爾提斯·艾克賽爾 | 2010年10月25日 | 2011年8月22日  | 外道軍團的最後兩名成員之一，並於2011年5月到8月與大衛·奧騰加組成雙打小組並贏得WWE雙打冠軍，而她也跟隨著外道軍團的解散輸掉了WWE雙打冠軍                        |
| CM Punk           | 2010年12月27日 | 2011年7月17日  | New Nexus時期隊長，並於2011年7月11日的WWE Raw節目離開了剩餘的成員，而那也是他最後一次穿著外道軍團的隊服，但他仍是外道軍團的成員，直到7月17日的公事包大戰2011 |
| 梅森·萊恩         | 2011年1月17日  | 2011年7月11日  | 於6月下旬受到傷害後，離開了外道軍團 |